# Říční jezero
 Říční jezero nebo také fluviální jezero je druh jezera, který vznikl buď přirozeným erozním působením toku (řeky nebo potoka), nebo vlivem člověka při vodohospodářských úpravách toku. Tato jezera se člení na poddruhy, podle toho, jakým způsobem vodní tok působil na okolní krajinu a vytvořil jezero.

## Druhy
- erozní – pod vodopády
- mrtvé rameno – zaslepený meandr řeky (Křivé jezero)
- jezero hrazené břehovými valy
- meandrové jezero – mezi meandrem a tokem řeky
- deltové jezero
- tůň